# 音いたち
『音いたち』（おといたち）は、関西テレビ放送で2020年10月7日（6日深夜）から放送されている音楽番組。
毎週3曜日の未明に放送されている。

## 概要
日本の音楽界を担う次世代アーティストを迎えて、最新の音楽を関西から発信する番組。
MCはNMB48が務め、メンバーが入れ替わりで3名出演する。NMB48にとっては2020年3月で終了した「NMBとまなぶくん」に代わる関西テレビレギュラー番組となる。
初回放送時点では番組タイトルは決まっておらず、「NMB48の新音楽番組（仮）」としてスタート。「NMBとまなぶくん」でNMB48と共演していたかまいたちが初回ゲストとして出演し、NMB48メンバーから集めたタイトル案の中から番組タイトルを選定する流れであった。
しかし、決定権が委ねられたかまいたち山内の独断により、山内が発案した「音いたち」が番組タイトルに選ばれた。

## 放送時間
放送は週3回行われ、そのうちの1曜日は拡大版として29分間の放送枠で、他の2曜日は10分間の放送枠で放送される。
拡大版の放送は主に水曜日（火曜深夜）に行われるが、週によっては他の曜日に放送され、水曜日（火曜深夜）が10分版の放送になることがある。
10分版の放送曜日はクールによって変動する。開始時間は不定時だが、3時台に放送されることが多い。

## コーナー
ゲストコーナー
アーティスト一組をゲストに迎えてインタビューを行う。
推しいたちピーポー
通好みのイチオシアーティストを紹介する。
推しいたちソング
今聴いてほしいイチオシ曲を紹介する。
裏いたちピーポー
話題のアーティストの素顔に密着する。
わかぽんのJUKE BOX
リクエストのお題に対し、安部若菜がオススメする曲を紹介する。
音いたちアニメ劇場
ショートアニメが放映される。
- おかしなさばくのスナとマヌ　(2021年2月17日 - 2022年2月2日)
- キラキラADらっこちゃん　(2022年2月9日 - )

## スタッフ
- ナレーター：近藤隆、井手彦希
- 構成：澤田征士、上野大輔
- EED：大中帆菜、黒川礼央奈、長橋章斗
- SE：浜田梨紗子、森元駿介
- MA：野口嵩仁
- 技術協力：チョコフィルム、VISUALNOTES、SOUND-K、grasp
- メイク協力：CO.CO.RO.
- 協力：神戸・甲陽音楽&ダンス専門学校
- ディレクター：濱田美佳、岡山一尋、三橋秀登、平良雄也
- プロデューサー：後藤天理沙、赤星渉、神谷美依奈、増田幸一郎
- 制作著作：メディアプルポ

### 過去のスタッフ
- ナレーター：畠中遥
- デスク：大南まき、村川夕芙奈
- ディレクター：有本匡徳、三谷俊仁
- プロデューサー：堀凜太郎（堀→以前はAP）